# 点推定
点推定（てんすいてい、英: point estimation）とは、推計統計学において観測データに基づいて未知量に対する良好な推定（推定量）と見なせる値（統計量）を計算する手法とその結果を言う。平均値・中央値・最頻値などが用いられる。尤度関数の最頻値で推定する場合、事前分布がない場合を最尤推定、事前分布がある場合を最大事後確率推定という。
通常、推定値は記号の上に「＾」をつける。

## 正規分布の場合
正規分布の場合、平均値と標準偏差の二つのパラメータで分布が表現される。点推定自体は推定方法の規定はないが、正規分布の場合、不偏推定と最尤推定で異なる結果になり、基本的には不偏推定を使用する。
不偏推定の場合
推定標準偏差は標本分散ではなく不偏分散を用いる（記事「標準偏差」を参照）。標本数をnとすると、推定平均値と推定標準偏差は以下の式で算出される。
{\displaystyle {\hat {\mu }}={\frac {1}{n}}\sum _{i=1}^{n}x_{i}}
{\displaystyle {\hat {\sigma }}={\sqrt {\frac {\sum _{i=1}^{n}(x_{i}-{\hat {\mu }})^{2}}{n-1}}}}
最尤推定の場合
尤度関数の最頻値で推定するのが最尤推定。n で割った、標本分散になる。
{\displaystyle {\hat {\mu }}={\frac {1}{n}}\sum _{i=1}^{n}x_{i}}
{\displaystyle {\hat {\sigma }}={\sqrt {\frac {\sum _{i=1}^{n}(x_{i}-{\hat {\mu }})^{2}}{n}}}}
母集団が歪んでいる場合など、平均値で対称になっていない場合、平均値を用いるよりも中央値や最頻値を用いたほうがその分布の特徴を捉えやすい場合がある。

## ベイズ点推定
ベイズ統計学（ベイズ推定）においては、推定問題の答えとして事後確率分布を得た後、平均値・中央値・最頻値などを点推定とする事が多い。
- 平均値 - 事後期待値
- 中央値 - 事後中央値
- 最頻値 - 事後確率最大値。最大事後確率となるものを点推定とする